# Echo (film 1964)
Echo − polski film psychologiczny z 1964 roku w reżyserii Stanisława Różewicza. 
Film był kręcony w Sopocie, Warszawie, Łodzi oraz Piotrkowie Trybunalskim.

## Obsada
- Wieńczysław Gliński – Henryk Głuchowski
- Barbara Horawianka – Lucyna Głuchowska, żona Henryka
- Tatiana Czechowska – Górkowa, wdowa po Józefie
- Bronisław Dardziński – przewodniczący zespołu adwokackiego
- Kazimierz Fabisiak – Kasperski, współlokator Henryka w hotelu „Polonia” w Warszawie
- Zbigniew Józefowicz – nauczyciel gimnastyki Romka
- Stanisław Milski – stary wędkarz na sopockim molo
- Lech Ordon – Kamiński, kolega gimnazjalny Henryka spotkany w budynku sądów w Warszawie
- Piotr Pawłowski – Alfred, przyjaciel Henryka
- Józef Zbiróg – klient Henryka spotkany na ulicy
- Jacek Bławut – Romek, syn Głuchowskich
- Jolanta Umecka – dziewczyna w restauracji w Sopocie
- Jerzy Szpunar – skatowany więzień na Pawiaku
- Ewa Wawrzoń – Zofia, żona Alfreda
- Tadeusz Gwiazdowski – kelner w restauracji w Sopocie